# Lamborghini (traktormärke)

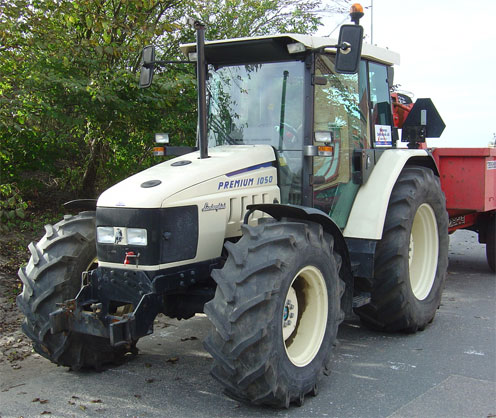
Lamborghini modell Premium 1050

Lamborghini, italienskt traktormärke som ingår i SAME Deutz-Fahr (SDF).
Ferruccio Lamborghini började tillverka traktorer 1948. 1972 såldes traktortillverkningen till SAME, sedan 1995 SAME Deutz-Fahr.